# 松本昌親
松本 昌親（まつもと まさちか、1940年1月17日 - ）は、日本の政治家。元大阪府南河内郡千早赤阪村村長（3期）。元千早赤阪村議会議員（3期）。

## 概要
大阪府南河内郡千早村（現千早赤阪村）生まれ。大阪府立富田林高等学校卒業。1963年、成蹊大学政治経済学部を卒業。
1989年、千早赤阪村議会議員選挙に出馬し、初当選。1989年から1996年及び2001年から2004年まで、通算3期務める。
2004年7月、千早赤阪村長選挙に出馬し、初当選。以降、村長を3期務める。
2012年11月～2013年7月、全国町村会の副会長を務める。
2020年6月21日に行われた千早赤阪村長選挙に大阪維新の会の推薦候補として立候補するも、新人の南本斎(自民推薦、日本共産党自主支援)に敗れる。
2021年、旭日小綬章受章。